# 양곡초등학교 (경남)
양곡초등학교는 대한민국 경상남도 창원시 성산구에 있는 공립 초등학교이다.

## 학교 연혁
- 1979년 3월 1일: 양곡초등학교 개교(11학급)
- 1981년 3월 1일: 병설유치원 개원(1학급)
- 1999년 3월 1일: 귀산분교장 본교로 편입
- 1999년 9월 1일: 귀산분교장 통폐합
- 2012년 2월 15일: 제 34회 졸업식(124명, 계 5576명)
- 2013년 3월 1일: 제 15대 차진복교장 취임
- 2014년 2월 19일 :35회 졸업식

## 참고 자료
- 양곡초등학교 - 한국교육학술정보원 학교알리미